# Eupithecia granadensis
Eupithecia granadensis är en fjärilsart som beskrevs av Bub. 1926. Eupithecia granadensis ingår i släktet Eupithecia och familjen mätare. Inga underarter finns listade i Catalogue of Life.